# 온돌

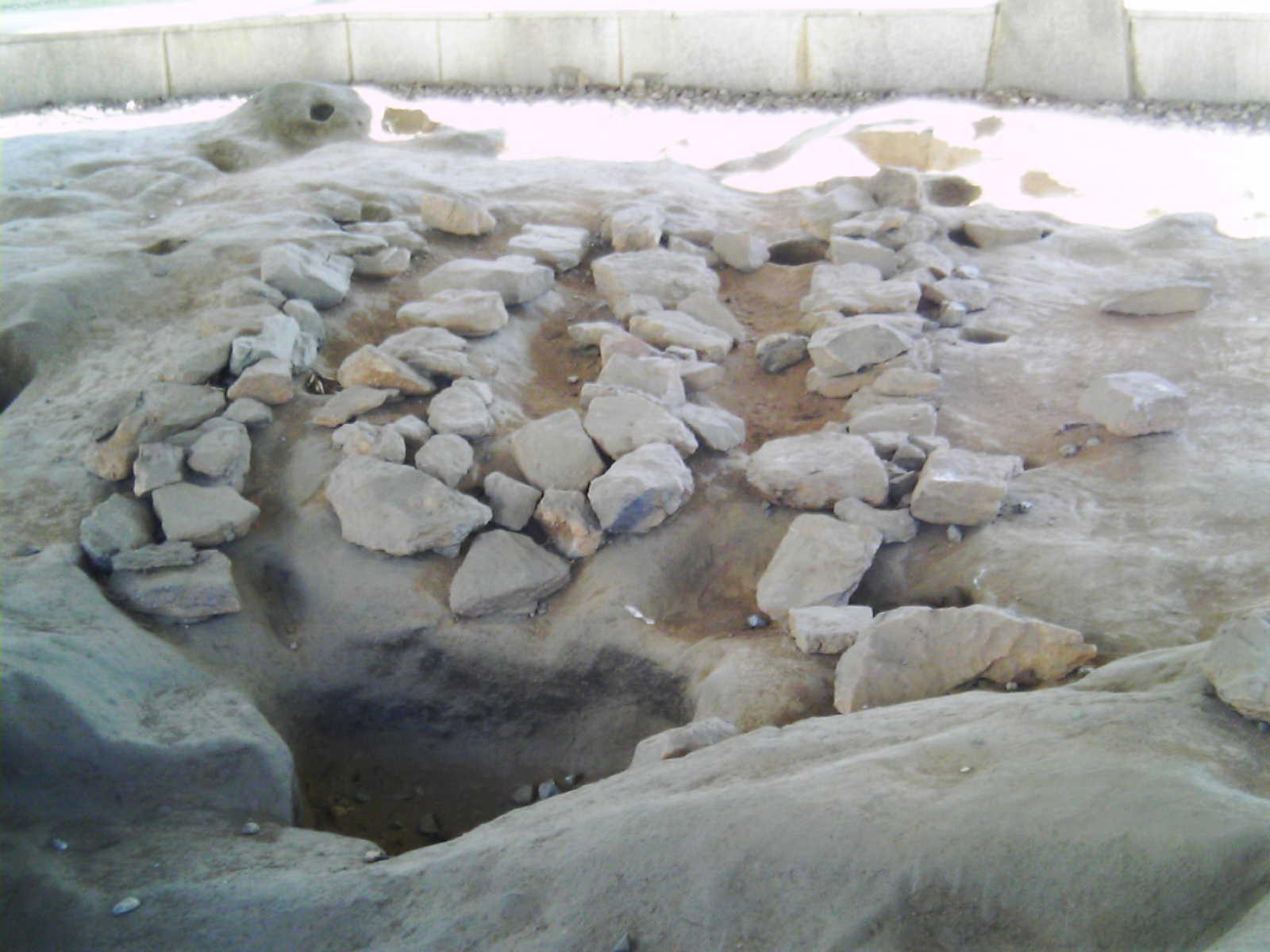
백제 시대의 것으로 추정되는 온돌 유적.

온돌(溫突/溫堗, 영어: Ondol) 또는 구들(영어: gudeul), 방구들, 장갱(長坑), 화갱(火坑), 난돌(暖突), 연돌(烟突)은 방 바닥을 따뜻하게 하는 한국의 전통적인 바닥난방시스템이다. 한옥의 아궁이에서 불을 피우고, 아궁이에서 생성된 열기를 머금은 뜨거운 연기가 방바닥에 깔린 구들장 밑을 지나면서 난방이 되고, 그 연기는 구들장 끝 굴뚝으로 빠져나가는 방식의 난방시스템이다.

## 장점과 단점
서양의 벽난로나 일본의 이로리 등은 열원을 직접 이용하는 난방 장치에 비해, 온돌은 열기로 구들장과 구들장 아래의 고래를 데워 발생하는 '간접 복사열'을 난방에 사용한다는 특징이 있다. 때문에 잘 만든 구들장이라면, 아궁이에서 직접적인 열원을 제거한 이후에도 구들장의 열기가 비교적 장시간 지속된다. 좋은 구들의 조건은 이 '잔류 온기'가 얼마나 오래 가는가에 달려 있다.
단점은 구들과 방바닥이 갈라지거나 깨지면 연기가 올라와서 일산화 탄소 중독을 일으킬 수 있다는 점이다. 열효율의 문제도 들 수 있는데, 자기 전 불을 지펴서 그 잔류 온기로 온 밤을 지내기 위해서는 필요 이상 과하게 열을 가하게 된다. 또 다른 단점은 온돌의 구조상 아랫목과 윗목에 온도차가 발생한다는 점이다.

## 구조
시대와 지방에 따라서 온돌 설계 구조에 약간씩의 차이를 보이고 있다. 가장 기본적인 요건만을 맞추어 온돌을 만든다면, 방 밖에 있는 아궁이에서 불을 피우고 그 아궁이의 열기가 구들장 아래에 있는 고래를 타고 밖에 만들어둔 굴뚝으로 빠져나가는 구조를 가지고 있다. 온돌은 열의 전도, 복사와 대류를 적절하게 이용한 장치다.
불기를 머금은 연기가 지나가는 순서는 다음과 같다.

굴뚝 - 부넘기 - 바람막이 - 개자리 - 굴뚝개자리 - 아궁이

### 아궁이

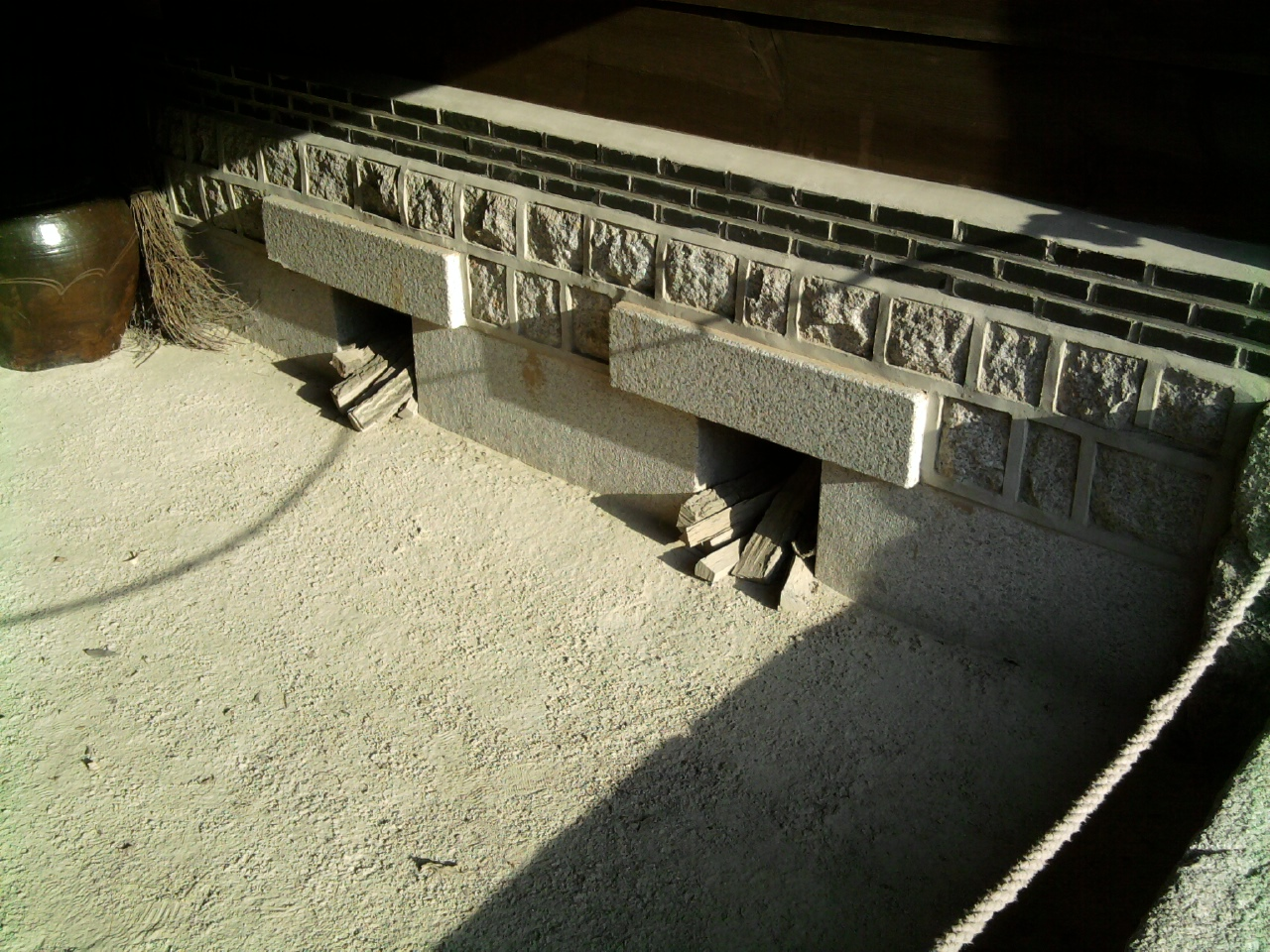
운현궁 노안당의 아궁이.

부뚜막의 아이: 불을 피워 열기를 발생시키는 장소로 방 밖에 있다.
- 방이 작은 경우에는 한 아궁이 (또는 두 아궁이)에 외방 구들이 연결된다.
- 방의 크기나 집의 구조 등에 따라서 여러 개의 아궁이가 붙어서 하나의 구들로 연결되기도 하고, 하나의 아궁이에 여러 개의 구들이 연결되기도 한다.
- 작은 집은 부엌의 부뚜막과 하나로 되어 있고, 큰 집에는 각 방 또는 건물마다 따로 난방용 아궁이를 놓기도 한다.

### 불목
불목(불고개, 부넘기 또는 부넹기)은 아궁이에서 발생한 열기가 방의 바닥 (구들)으로 들어가게 만드는 곳이다.
- 솥을 거는 부뚜막 벽면에서 시작해서 구들장 밑의 고래로 연결되는 열기의 통로다.
- 아궁이 뒷부분 (후렁이)을 통해서 들어온 열기를 구들개자리와 고래로 넘겨주는 턱진 공간이다. 아궁의의 세찬 화력이 제대로 빨려 들어올 수 있도록 그 넓이와 높이를 잘 조절하여서 만들어야 한다.
- 불목 위로 돌을 고여서, 이것으로 불목의 넓이를 조정함으로 열기의 유입량을 조절할 수 있다.
- 한반도 북쪽(북한)이나 만주 등의 혹한지역에서는 많은 열기를 받아들일 수 있도록, 불목의 모양이 둔덕에 가까운 넓고 큰 구조로 되어있다.
- 후렁이와 불목이 너무 좁으면 열기가 제대로 빨려 들어오지 않는다.
- 후렁이와 불목이 너무 넓으면 화기가 없을 때 차가운 바깥 부엌의 공기가 그대로 흘러들어 오므로 구들이 빨리 식어 버린다.
- 불목은 불을 피울 때의 연료량과 불이 꺼진 후 구들 전체의 '잔류 온기' 등의 열효율에 큰 영향을 준다.

### 구들개자리
구들개자리는 방의 첫 부분에 해당하며 이 윗부분이 아랫목이다.
- 고래가 시작되기 전에 있으며, 고래보다 깊게 파여 있는 공기와 열기의 혼합 장소이다.
- 불목에서 넘어온 열기의 속도를 떨어뜨리고 열기가 구들 내부의 비교적 차가운 공기와 섞여 퍼지면서 난방의 효과를 내는 실제적 첫 도입부이다.
- 이 부분(아랫목)의 구들장은 윗목의 구들장보다 두껍게 깐다.
- 너비가 구들장 1개 돌판보다 작고 깊이는 고래 바닥에서 약 30cm 정도의 깊이지만 그 너비와 깊이는 지역의 기온과 기타 설계에 따라 차이가 있다.
- 혹한 지방은 얕은 구들개자리와 큰 불목으로 설계한다.

### 고래
고래는 방고래라고도 하며 아궁이에서 땐 강한 불이 탈 때 생기는 열과 연기가 나가는 방 구들장 밑으로 나 있는 길이다.

### 구들장
구들장은 고래를 덮은 얇고 넓은 돌로 방바닥을 이루는 구조로, 한국의 조상들은 구주로 운모를 사용하였다. 그 중 백운모를 사용하였는데 백운모가 열 보존 시간이 크고, 절연체였기 때문이다. 구들장에 쓰이는 다른 암석들에도 주로 운모라는 광물이 대부분 함유되어 있다.

### 방바닥
방바닥은 구들장 위에 흙을 발라서 만드는데 보통 두껍고 질긴 종이에 기름을 먹인 유지 장판을 깔아 마감했다. 그 밖에도 광목에 기름을 먹여 쓰거나 솔방울·은행잎 등을 짓찧어 얇게 펴 바르는 등 오래가고 물이 스미지 않도록 다양한 방식으로 방바닥을 만들기도 했다.

## 역사
원래 최초의 온돌은 가정과 요리를 위한 난방을 제공하는 용도로 시작된 것으로 추정된다. 저녁 식사를 준비하고, 밥을 짓기 위해 용광로에 불을 붙였을 때 연도 입구가 용광로 옆에 있었기 때문에 불꽃이 수평으로 확장되었으며, 이 배열은 연기가 위쪽으로 이동하여 불꽃이 너무 빨리 꺼지는 것을 허용하지 않는 게 필수적이었기 때문이다. 이때 화염이 연도 입구를 통과할 때 연기가 있는 통로를 통해 흐르며, 온돌 바닥의 방을 만들기 위해 전체 방을 용광로 굴뚝 위에 지은 것이 분명하다. 지금까지 널리 알려진 온돌은 본래 한반도의 추운 북쪽 지방에서 발달한 방식으로 겨울을 지낼 수 있도록 만들어진 것인데 이런 방식이 한반도의 모든 지역에서 널리 전파되어 사용되었다고 한다. 온돌은 특히 한국인의 생활 습관에도 큰 영향을 주었는데, 방바닥을 달구는 방식이다 보니 온돌은 한국인들이 바닥에 앉아서 생활하게 만든 중요한 원인이 되었다. 한국인들은 온돌 덕분에 무슨 일을 하든 방바닥에 직접 앉아서 하는 데에 익숙하게 되었다. 이것은 모든 실내 가구에도 영향을 미쳐 가구의 크기나 가구에 달린 문과 손잡이의 위치도 앉아서 생활하는 데 알맞게 만들어졌다. 

### 구석기 ~ 신석기 시대
과거 오래전부터 온돌을 사용한 흔적이 처음 발견되었다고 알려진 유적은 기원전 50000년 경 구석기 시대의 것으로 추정되는 북한 함경북도 회령시의 회령오동 유적, 그리고 함경북도 웅기군에서 발굴된 기원전 5000년 경 신석기 시대의 주거지(움집)로 추정되는 서포항 굴포리 유적 등이다. 당시 그곳에서 발견된 온돌의 흔적이 뚜렷하게 남아 있다고 한다.

### 청동기 시대
이후 청동기 시대부터 삼국 시대의 방식과 비슷한 부뚜막식 화덕과 연도가 설치된 원시적인 형태의 난방방식에서 기원한 것으로 추정되고 기원전 3세기~1세기 경의 유적으로 추정되는 원시적인 온돌 유적들이 한반도 전역에서 발견된 점들로 미루어 보아 한반도에서 온돌은 약 2천년이상 전승되었다고 추정할 수 있다.

### 삼국 시대
4세기경의 황해도 안악 3호분의 고구려 고분 벽화에도 온돌이 그려져 있으며, 이는 고구려에서도 온돌을 사용한 것이 분명하다는 증거였다.

### 고려 ~ 조선 시대
고려 말부터는 온돌이 방으로 만들어진 통구들의 형태로 나타나기 시작했다. 주로 부유층에서 사용했으며 병자나 노인의 방에 주로 사용되었다. 만드는 어려움이나 관리, 그리고 연료의 소모로 볼 때 고급스러운 난방시스템으로 여겨졌다.
조선 시대에서 온돌은 유학의 생활화로 방 안에 아궁이와 가까운 지점인 아랫목을 상좌로 하여 방 안에서도 자리의 위계 질서를 세우기위해 사용되었다. 태종 17년 (1417년) 5월 14일의 조선왕조실록에서는 당시 설립한 지 얼마 안된 성균관의 유생들 중 병을 앓는 이들을 위해 온돌방 하나를 만들도록 한 기록이 있다. 이로 볼 때 전면적으로 온돌방을 사용한 것은 아님을 알 수 있다. 이후 세종 7년(1425년)에는 성균관의 온돌을 5간으로 늘리도록 하였으며 16세기가 돼서야 전부 온돌방이 되었다.
일반적으로는 모두 침상을 사용하였으며 나무마룻바닥이었다. 명종 18년(1563년) 2월 4일에 임금의 침실에서 화재사고가 있었는데 이때의 정황 설명 중에서는 임금의 침상에 작은 온돌구조를 만들어 자리를 덥혔는데 이때 부주의로 돌을 잘못 놓아 불기가 침상에 닿아 불이 나는 사고가 있었다고 한다.
인조 2년(1624년) 3월 5일의 조선왕조실록 기사에서는 광해군 때에 이미 사대부의 종들이 사는 방조차 모두 온돌인데 나인들이 판방에서 지내는 것이 좋지 않다 하여 나인들의 방도 온돌방으로 바꾸었다는 대목이 나와 궁궐에 온돌의 보급이 완료되었음을 알 수 있다.
기후가 유난히 추워서 소빙하기라고도 불리는 16세기, 17세기를 거치면서 온돌은 점점 많이 보급되었으며 조선 후기에는 보통 백성의 초가집에도 온돌이 널리 사용되었다.

### 현대
1962년부터 일산화 탄소 중독의 피해를 줄임과 동시에 열효율의 문제를 해결하기 위해, 온돌의 형식을 참고하여 온수 보일러의 동관을 바닥에 매설하는 방식이 전통적인 방식을 대체하여 현재까지 가정 난방시스템의 주력이 되었고, 현재까지 광범위하게 사용되고 있다.

## 온돌의 연료
전통적인 온돌은 아궁이의 연료로 주로 짚, 또는 나무를 사용했다. 숙종 때의 김덕기는 동래에서 말똥으로 만든 땔감을 만들기도 하였으며 숯이 이용되기도 했다. 그러나 전통적인 온돌은 땔감으로 나무를 너무 많이 소모하였으며 환경을 파괴하는 원인이 되기도 하였다. 조선시대에 땔감은 면포와 쌀과 함께 가장 중요한 생활용품이었다. 궁궐에서는 시목을 공물로 제공하는 기인(其人)이 땔감과 숯을 공급하였으며 민간에서는 보통 사내아이들이 나무꾼 노릇을 많이 하였다.
오늘날, 현대에서는 도시 지역 등의 온돌용 연료 수급이 어려운 지역에서는 전통 온돌을 보기 힘들며, 그 대신 온수 보일러, 온돌 마루, 심야 전력을 이용한 전기 온돌 등의 다양한 방법이 사용되고 있다. 이는 편의성, 전통적 연료의 공급 문제, 가스 중독 등의 안전성의 이유와, 설치와 관리의 용이함 때문이다. 현재의 온수 보일러는 연탄, 석탄, 석유, 전기 등, 다양한 에너지를 사용하며, 경우에 따라서는 여러 종류의 연료를 혼용할 수 있거나, 연탄이나 석탄 연료의 반자동 교체, 심야 전력의 사용 등 열효율과 편의성을 고려한 비용 절감형의 새로운 설계가 계속 연구 개발되고 있다.
온돌용 연료 구입에 큰 장애를 받지 않는 지역에서는 오늘날에도 전통 온돌이 시공되고는 있지만, 연료와 가스 중독 문제 때문에 사람이 거주하는 건물 등은 관계 법령에 따라서 엄격한 시공 규격과 시공 감독 사항이 적용된다. 사람이 사는 집 외에도, 축사와 온실의 난방법으로 농가에서 비교적 쉽게 구할 수 있는 연료 (짚과 나무 혹은 연탄)를 사용하는 전통 설계 형식의 온돌이 사용되기도 한다. 또한 온수 파이프의 동파나 관리상의 이유 등으로 온수 보일러의 설치가 적당치 못하고, 석탄, 석유, 가스 등의 지속적인 공급이 어려운 오지, 산지 고지대, 도서지역 등에서는 아직도 전통 온돌이 빈번하게 시공되어서 사용되고 있다. 최근에는 미국 알래스카의 언알래스카섬에서도 발견되어 더욱 연구가 필요하게 되었다.
1980년에 대한주택공사에서 조사한 난방방식은 연탄아궁이 42.5 %, 연탄보일러 13.9 %, 단독기름보일러 2.3 %, 중앙난방 보일러 3.0 %, 재래식 아궁이 37.9 %, 기타 0.4 %다.
1960년대 이후로는 주연료가 연탄으로 대체되었으며 현재는 석유, 가스를 사용하는 보일러가 많이 보급되었다.

## 국가무형문화재 지정 사유
한반도 지역의 온돌문화(溫突文化)는 2018년 4월 30일 대한민국의 국가무형문화재 제135호로 지정되었다.
한국의 온돌은 서양 벽난로와 다르게 연기를 높은 굴뚝으로 바로 내보내지 않고 불을 눕혀 기어가게 만들어서, 불의 윗부분을 깔고 앉아 사용하는 탈화좌식(脫靴坐式) 바닥난방이 특징으로 방내부에 연기를 발생시키지 않고 오래 난방할 수 있는 장점이 있다.
온돌문화는 한국의 총체적인 주거문화로 바닥난방 및 생태환경 활용 기술뿐만 아니라 한국인의 생활관습과 규범이 포함되어 있음. 이러한 생활양식은 주택, 실내건축, 가구의 형식뿐만 아니라 대중문화에도 영향을 주어 한국을 대표하는 ‘온돌방’ 문화로 대중화되었다.
여름철의 기후환경에 대응한 마루방과 겨울철의 기후환경에 대처할 수 있는 온돌방은 한국을 대표하는 주거 요소들로, 현재 온돌방은 중국 및 만주지방의 바닥난방 방식과는 분명히 구별되는 한민족의 고유한 주거기술 및 주생활 문화유산이다.
그리고 온돌문화는 기술적 발전과 주요 주거공간의 형식적 변화, 생활방식의 변화를 겪으면서도 그 원형인 바닥 난방 방식은 지속되고 있다.
이처럼 온돌문화는 오래전부터 전승되고 지속적으로 재창조되어 한국사회의 주생활과 대중문화에 영향을 미쳐온 사회문화적 가치를 지니고 있는 유산으로 한반도가 처했던 혹한의 기후환경에 지혜롭게 적응하고 대처해온 한국인의 창의성이 발현된 문화라는 점에서 국가무형문화재로서의 그 가치가 있다.
이에 온돌문화를 국가무형문화재로 지정하여 종목을 보존 전승하고자 한다. 다만, 온돌문화는 한반도 전역에서 오래도록 한국인들에게 공유되고 관습화된 한국인의 주생활문화이므로 보유자 또는 보유단체를 인정하지 않고 종목으로만 지정한다.

## 다른 나라
온돌과 비슷한 개념의 대표적인 장치로는 불목이나 개자리가 없는 원시적인 형식의 (아궁이와 고래만으로 구성된) 로마 시대 대형 목욕탕 온수 공급 방법인 히포카우스툼(hypocaustum)가 있다. 또한 히포코스타에서 파생되어서 중세 유럽시대에 지어진 성의 난방 장치로 쓰인 글로리아(gloria)도 들 수 있다. 또한 중국에서도 온돌을 흉내내어 바닥 전체에 설치한 강의 일종인 디강(地炕, 영어: dikang)이 있다.

## 같이 보기
- 바닥밑 난방(en:Underfloor heating)
- 대류 난방기(en:Convection heater)
- 라디에이터
- 보일러
- 코타츠
- 이로리
- 난로
- 벽난로
- 석유난로
- 전기난로
- 강
- 화로
- 히포카우스툼
- 전기장판
- 중앙 난방
- 유체역학
- 베르누이 법칙
- 벤투리 효과

## 참고 문헌
- 온돌 그 찬란한 구들문화, 김준봉, 리신호 지음, 청홍(지상사) 펴냄, 2006년, ISBN 978-89-90116-23-9
- 문화재야화 - 온돌의 기원은? 보관됨 2013-09-27 - 웨이백 머신 2007년 10월 21일 《조선일보》

- 온돌 - 국가유산청 국가유산포털